# أتلنتيك (فلم)
أتلنتيك (بالفرنسية: Atlantiques)، هُو فيلم قصير فرنسي سنغالي صدر سنة 2011، وقد أخرجته ماتي ديوب وأنتجه الثنائي كورين كاستل وفريدريك بابون.

## روابط خارجية
- أتلنتيك على موقع IMDb (الإنجليزية)
- أتلنتيك على موقع قاعدة بيانات الفيلم (الإنجليزية)
- أتلنتيك على موقع ليتربوكسد (الإنجليزية)